# Ян Флетчер (тенісист)
Ян Флетчер (англ. Ian Fletcher; нар. 1 грудня 1948) — колишній австралійський тенісист.
Найвищу одиночну позицію світового рейтингу — 56 місце досяг 3 червня 1974 року.
Здобув 3 парні титули.
Найвищим досягненням на турнірах Великого шолома був півфінал в парному розряді.

## Фінали за кар'єру

### Парний розряд (3–3)
| Результат | W/L | Дата     | Турнір              | Покриття | Партнер        | Суперники                           | Рахунок       |
| --------- | --- | -------- | ------------------- | -------- | -------------- | ----------------------------------- | ------------- |
| Поразка   | 0–1 | Січ 1973 | Роенок, США         | Тверде   | Батч Сівейджен | Джиммі Коннорс Хуан Хісберт, стар.. | 0–6, 6–7      |
| Перемога  | 1–1 | Лис 1973 | Джакарта, Індонезія | Тверде   | Майк Естеп     | Джон Ньюкомб Аллан Стоун            | 7–5, 6–4      |
| Поразка   | 1–2 | Січ 1974 | Омаха, США          |          | Кім Ворвік     | Юрген Фассбендер Карл Майлер        | 2–6, 4–6      |
| Перемога  | 2–2 | Лют 1974 | Бірмінгем, США      | Килим    | Сенді Меєр     | Ніколас Калогеропулос Іван Моліна   | 4–6, 7–6, 6–1 |
| Поразка   | 2–3 | Бер 1974 | Темпе, США          | Тверде   | Кім Ворвік     | Юрген Фассбендер Карл Майлер        | 6–4, 4–6, 5–7 |
| Перемога  | 3–3 | Бер 1975 | Гемптон, США        | Килим    | Ян Крукенден   | Карл Майлер Ян Пісецький            | 6–2, 6–7, 6–4 |